# Leucobryum mayottense
Leucobryum mayottense là một loài Rêu trong họ Dicranaceae. Loài này được Cardot mô tả khoa học đầu tiên năm 1901.